# Давид Лішка
Давид Лішка (чеськ. David Lischka, нар. 15 серпня 1997) — чеський футболіст, захисник клубу «Банік». Виступав також за низку чеських клубів, зокрема за клуб «Спарта» (Прага), у складі якої став володарем Кубка Чехії.

## Клубна кар'єра
Давид Лішка народився 1997 року. Займався в юнацьких командах футбольних клубів «Глучін» та «Яблонець». У професійному футболі дебютував 2016 року виступами за команду «Яблонець», з якої того ж року футболіста віддали в оренду до клубу «Банік», а у 2017—2018 роках грав у оренді в клубах «Варнсдорф» та «Карвіна». У 2018 році повернувся до клубу «Яблонець», у якому грав до 2019 року.
2019 року Лішка уклав контракт з клубом «Спарта» (Прага), у складі якого грав до 2021 року, та став у його складі володарем Кубка Чехії. З 2021 року футболіст вдруге за кар'єру, цього разу на умовах постійного контракту, став гравцем клубу «Банік».

## Виступи за збірні
У 2015 році Давид Лішка дебютував у складі юнацької збірної Чехії, загалом на юнацькому рівні взяв участь у 5 іграх.
У 2018 року Лішка грав у складі молодіжної збірної Чехії. На молодіжному рівні зіграв у 3 офіційних матчах, забив 1 гол.

## Титули і досягнення
- Володар Кубка Чехії (1):

«Спарта» (Прага)]: 2019–2020